# Joachim Ahlefeldt
Joachim Ahlefeldt (ur. 1646, zm. 9 września 1717) -  urzędnik państwowy, pierwotnie w służbie Księstwa Holsztynu, później dworzanin królowej Danii Charlotty Amalii. W roku 1703 został duńskim pierwszym komisarzem finansów i członkiem tajnej rady. W latach 1708–11 reprezentował duńskie interesy w Hamburgu.